# Gordon Jago
Gordon Jago (Poplar, Londres, 22 de octubre de 1932-Dallas, 7 de julio de 2025) fue un dirigente deportivo, jugador y entrenador de fútbol inglés que jugó en la posición de defensa central.

## Carrera

### Club
| Periodo   | Club                 |
| --------- | -------------------- |
| 1949–1954 | Dulwich Hamlet FC    |
| 1954–1962 | Charlton Athletic FC |

### Selección nacional
Jugó para Inglaterra sub-20 en seis ocasiones en 1949.

### Entrenador
| Periodo   | Club              |
| --------- | ----------------- |
| 1962–1967 | Eastbourne United |
| 1967–1969 | Baltimore Bays    |
| 1969      | Estados Unidos    |
| 1971–1974 | QPR               |
| 1974–1977 | Millwall FC       |
| 1978–1982 | Tampa Bay Rowdies |
| 1984–1989 | Dallas Sidekicks  |
| 1991–1997 | Dallas Sidekicks  |

### Dirigente
- Gerente general del QPR en 1984.[12]
- Presidente del Dallas Sidekicks de 1987 a 1996.[13]
- Presidente de la World Indoor Soccer League de 1998 a 2003.[14]

## Reconocimientos
En 2005 se convirtió en miembro del Muro de la Fama del FC Dallas. En reconocimiento a los logros de desarrollo del deporte a lo largo de su vida fue condecorado con la Orden del Imperio Británico (MBE) por la Reina Elizabeth II en 2006. En diciembre de 2010 en el ESPN Wide World of Sports Disney Showcase a Gordon Jago le fue otorgado el "Lifelong Achievement Award" en Disney World en Orlando, Florida.
En marzo de 2013 Jago fue uno de seis integrantes del Indoor Soccer Hall of Fame junto a Preki, Kai Haaskivi, Zoltán Tóth, Brian Quinn y Mike Stankovic.
Es miembro del Sidekicks Hall of Fame, del que también le fue otorgado el Lifetime Achievement Award by the Dr. Pepper Dallas Cup en reconocimiento a su invaluable, desinteresado y libre contribución al deporte en marzo de 2016.

## Vida personal
Jago se casó con June Isabella Loveday, una exoficial de policía de Londres, en marzo de 1960. De este matrimonio nació un hijo. Su esposa murió el 8 de diciembre de 2014.  En marzo de 2017, su autobiografía, A Soccer Pioneer: The Autobiography of Gordon Jago, fue publicada por Saint Johann Press.
Jago murió en Dallas, Texas, el 4 de julio de 2025, a los 92 años.

## Logros

### Entrenador
- NASL indoor: 1979–80
- MISL: 1986–87
- CISL: 1993

### Individual
- Entrenador del Año de la MISL: 1986–87, 1991–92, 1993